# Референдумы в Швейцарии (1920)
Референдумы в Швейцарии проходили 21 марта, 16 мая и 31 октября 1920 года. В марте проходили референдумы по федеральному закону о регулировании контрактов по трудоустройству, по запрету создания заведений с азартными играми и, одновременно, антипредложение на запрет таких заведений. В мае прошёл референдум о членстве Швейцарии в Лиге Наций, в создании которой Швейцария участвовала как страна-основательница. Последний референдум в октябре был посвящён федеральному закону о рабочем времени на железной дороге и других видах транспорта. Из 5 референдумов были одобрены членство в Лиге Наций, запрет на игровые заведения и федеральный закон о рабочем времени.

## Избирательная система
Референдум о членстве в Лиге Наций был обязательным и требовал двойного большинства для одобрения, так же как и оба референдума о игровых заведениях, которые являлись гражданскими инициативами. Референдумы по федеральным законам о регулировании контрактов и о рабочем времени были факультативным и требовали для одобрения лишь большинство голосов избирателей.

## Результаты

### Федеральный закон о регулировании трудовых контрактов
| Выбор                                | Голосов | %    |
| ------------------------------------ | ------- | ---- |
| За                                   | 254 455 | 49,8 |
| Против                               | 256 401 | 50,2 |
| Пустых бюллетеней                    | 36 755  | –    |
| Недействительных бюллетеней          | 30 396  | –    |
| Всего                                | 578 007 | 100  |
| Зарегистрированных избирателей/ Явка | 957 386 | 60,3 |
| Источник: Nohlen & Stöver            |         |      |

### Запрет на создание игровых заведений
| Выбор                                | Общее голосование | Общее голосование | Кантоны | Кантоны | Кантоны |
| Выбор                                | Голосов           | %                 | Полных  | Полу-   | Всего   |
| ------------------------------------ | ----------------- | ----------------- | ------- | ------- | ------- |
| За                                   | 276 021           | 55,3              | 13      | 2       | 14      |
| Против                               | 223 122           | 44,7              | 6       | 4       | 8       |
| Пустых бюллетеней                    | 23 138            | –                 | –       | –       | –       |
| Недействительных бюллетеней          | 45 538            | –                 | –       | –       | –       |
| Всего                                | 567 819           | 100               | 19      | 6       | 22      |
| Зарегистрированных избирателей/ Явка | 957 386           | 59,3              | –       | –       | –       |
| Источник: Nohlen & Stöver            |                   |                   |         |         |         |

### Встречный референдум о создании игровых заведений
| Выбор                                | Общее голосование | Общее голосование | Кантоны | Кантоны | Кантоны |
| Выбор                                | Голосов           | %                 | Полных  | Полу-   | Всего   |
| ------------------------------------ | ----------------- | ----------------- | ------- | ------- | ------- |
| За                                   | 122 240           | 26,1              | 0       | 1       | 0,5     |
| Против                               | 345 327           | 73,9              | 19      | 5       | 21,5    |
| Пустых бюллетеней                    | 23 138            | –                 | –       | –       | –       |
| Недействительных бюллетеней          | 45 538            | –                 | –       | –       | –       |
| Всего                                | 536 243           | 100               | 19      | 6       | 22      |
| Зарегистрированных избирателей/ Явка | 957 386           | 56,0              | –       | –       | –       |
| Источник: Nohlen & Stöver            |                   |                   |         |         |         |

### Членство в Лиге Наций
| Выбор                                | Общее голосование | Общее голосование | Кантоны | Кантоны | Кантоны |
| Выбор                                | Голосов           | %                 | Полных  | Полу-   | Всего   |
| ------------------------------------ | ----------------- | ----------------- | ------- | ------- | ------- |
| За                                   | 416 870           | 56,3              | 10      | 3       | 11,5    |
| Против                               | 323 719           | 43,7              | 9       | 3       | 10,5    |
| Пустых бюллетеней                    | 6 502             | –                 | –       | –       | –       |
| Недействительных бюллетеней          | 4 039             | –                 | –       | –       | –       |
| Всего                                | 751 130           | 100               | 19      | 6       | 22      |
| Зарегистрированных избирателей/ Явка | 968 327           | 77,6              | –       | –       | –       |
| Источник: Nohlen & Stöver            |                   |                   |         |         |         |

### Федеральный закон о рабочем времени
| Выбор                                | Голосов | %    |
| ------------------------------------ | ------- | ---- |
| За                                   | 369 466 | 57,1 |
| Против                               | 277 342 | 42,9 |
| Пустых бюллетеней                    | 8 618   | –    |
| Недействительных бюллетеней          | 1 487   | –    |
| Всего                                | 656 913 | 100  |
| Зарегистрированных избирателей/ Явка | 964 587 | 68,1 |
| Источник: Nohlen & Stöver            |         |      |